# Анна Бражнікова
Анна Бражнікова (швед. Anna Brazhnikova; нар. 4 жовтня 1991) — колишня шведська тенісистка.
Найвищу одиночну позицію світового рейтингу — 421 місце досягла 2 листопада 2009, парну — 309 місце — 10 травня 2010 року.
Здобула 3 парні титули туру ITF.

## Фінали ITF
| Легенда         |
| --------------- |
| турніри $25,000 |
| турніри $10,000 |

### Одиночний розряд: 2 (0–2)
| Результат | Ранг | Дата             | Турнір                | Покриття   | Суперниця       | Рахунок       |
| --------- | ---- | ---------------- | --------------------- | ---------- | --------------- | ------------- |
| Поразка   | 1.   | 27 жовтня 2008   | ITF Стокгольм, Швеція | Тверде (i) | Нікола Гоєр     | 6–7, 6–1, 5–7 |
| Поразка   | 2.   | 1 листопада 2010 | ITF Стокгольм, Швеція | Тверде     | Міхаела Гончова | 4–6, 7–6, 3–6 |

### Парний розряд: 8 (3–5)
| Результат | Ранг | Дата             | Турнір                  | Покриття   | Партнерка                     | Суперниці                       | Рахунок          |
| --------- | ---- | ---------------- | ----------------------- | ---------- | ----------------------------- | ------------------------------- | ---------------- |
| Поразка   | 1.   | 19 травня 2008   | ITF Фалькенберг, Швеція | Ґрунт      | Маделейн Саарі-Бюстром        | Діана Ерікссон Ганне Скак Єнсен | 3–6, 1–6         |
| Поразка   | 2.   | 2 листопада 2008 | ITF Стокгольм, Швеція   | Тверде (i) | Малу Ейдесгаард               | Гелене Еуенсен Ульрікке Ейкері  | 2–6, 6–4, [8–10] |
| Перемога  | 1.   | 18 травня 2009   | ITF Аїн Сохна, Єгипет   | Ґрунт      | Валерія Савіних               | Галина Фокіна Анна Моргіна      | 3–6, 6–3, [10–6] |
| Перемога  | 2.   | 1 червня 2009    | ITF Бухара, Узбекистан  | Тверде     | Марта Сироткіна               | Ксенія Палкіна Аріна Родіонова  | 3–6, 6–4, [11–9] |
| Поразка   | 3.   | 12 жовтня 2009   | ITF Лагос, Нігерія      | Тверде     | Анастасія Мухаметова          | Ніна Братчикова Анна Герасімоу  | 6–7, 6–7         |
| Перемога  | 3.   | 5 квітня 2010    | ITF Аїн Сохна, Єгипет   | Ґрунт      | Сироткіна Марта Олександрівна | Одре Берго Шанель Сіммондс      | 6–3, 6–3         |
| Поразка   | 4.   | 18 жовтня 2010   | ITF Лагос, Нігерія      | Тверде     | Анастасія Мухаметова          | Ніна Братчикова Агнеш Сатмарі   | 4–6, 3–6         |
| Поразка   | 5.   | 1 листопада 2010 | ITF Стокгольм, Швеція   | Тверде     | Карен Барріца                 | Ксенія Кнолль Лара Мішель       | 3–6, 3–6         |